# Association japonaise des fédérations d'athlétisme
L’Association japonaise des fédérations d'athlétisme (en japonais 日本陸上競技連盟, Nihon Rikujō Kyōgi Renmei, forme courte Nihon Rikuren, en anglais JAAF, Japan Association of Athletics Federations) est la fédération d'athlétisme du Japon, affiliée à la World Athletics (depuis 1925) et à l'Association asiatique d'athlétisme. Son président était Yōhei Kōno de 1999 à 2013. Son président actuel est Hiroshi Yokokawa (2013 - ). Son siège est à Shinjuku à Tokyo. Elle a été fondée le 8 mars 1925.

## Compétitions
La JAAF organise régulièrement les compétitions suivantes :
- les Championnats du Japon d'athlétisme, 100 éditions en 2013.
- le meeting d'Osaka qui fait partie du World Athletics Tour ;
- les différents Championnats d'athlétisme japonais, séniors et juniors ;
- les Championnats des High Schools ;
- l'ekiden national des High Schools ;
- le marathon de Tokyo ;
- le marathon féminin de Yokohama ;
- le marathon féminin de Fukuoka ;
- le marathon du lac Biwa ;
- le marathon de Nagoya ;
- l'ekiden international de Chiba ;
- la rencontre internationale de cross à Fukuoka ;
- les championnats de cross de Chiba.